# Carlos Rafael Rivera
Carlos Rafael Rivera es un compositor radicado en Los Ángeles, California.

## Biografía
De ascendencia cubano-guatemalteca, Carlos nació el 18 de agosto de 1970 en Washington, D.C. y creció en Guatemala, Costa Rica, Panamá, y Miami. Estudió guitarra con Carlos Molina, y composición en la Universidad Internacional de Florida (FIU), en Miami, con Fred Kaufman y Orlando García, y prosiguió estudios en la Universidad del Sur de California (USC), con Stephen Hartke y Donald Crockett.
Su trabajo como compositor es una amalgama de su pasión por el folclor y la música multicultural. Entre los sonidos tibetano-budistas en su obra coral Motet for 12 Singers, y su obra orquestal inspirada en mitos mayas del Popol Vuh, las composiciones de Carlos han sido grabadas por Chanticleer para Warner Classics, el Cuarteto de Guitarra de Los Ángeles (LAGQ) para Sony Classical, y el guitarrista Denis Azabagic para discos Naxos. Los ejecutantes de su música son algunos de los mejores músicos jóvenes del mundo, como el percusionista Colin Currie, el Dúo Cavatina, el cuarteto de guitarra Aquarelle y el guitarrista Masahiro Masuda. Su música es publicada por Mel Bay y Dóberman-Yppan, y ha sido premiada por la Orquesta Norteamericana de Compositores (ACO), BMI, la Fundación de la Guitarra de Estados Unidos (GFA), y dos veces por ASCAP. En el año 2020 compone la banda sonora original de la serie de Netflix Gambito de dama (The queen´s gambit)
Como guitarrista, su obra incluye grabaciones para bandas sonoras de los filmes Crash (Lion's Gate Films, 2005), y Dragonfly (Universal Films, 2002), así como sesiones de estudio para Vagrant Records, Island/Def Jam y Universal Records. Ha tocado en vivo con Arturo Sandoval, y actualmente con el cantautor Randy Coleman, abriendo recientemente para The Who en el Hollywood Bowl.
Carlos obtuvo el Segundo lugar en la Competencia Internacional del Concerto de la Guitarra de D'Addario.

## Obras

### Orquesta
| Popol Vuh (ca. 14') - 2004 (Cuatro danzas mayas para orquesta) | Orquesta | 2-2-2-2, 2-2-2, timp + 4 perc, arpa, cuerdas |
| Evocation (ca. 3') - 2005                                      | Orquesta | 2-2-2-2, 4, 3 perc, hp, cuerdas              |
| Étude (ca. 7') - 1997                                          | Orquesta | 2-2-2-2, 4-2-2, hrp, 2 perc, cuerdas         |

## Coral
| Motet for 12 Singers (ca. 5:45') - 1996                        | 3 soprano, 3 alto, 3 tenor, 3 bajo       |
| Upon the Seventh Hour (ca. 6') - 2003 (Dos oraciones marianas) | mezzo-soprano y coro de voces masculinas |

### Cámara
| Cumba-quín (ca. 6') - 2000                | Cuarteto de guitarras              |
| La maja y el hechicero (ca. 7') - 2003    | Flauta y guitarra                  |
| Five Sketches for Two (ca. 4') - 2002     | C trompeta y trombón               |
| Gauge for Eight Players (ca. 12'.) - 1996 | bcl, bsn, tpt, tbn, 2perc, vln, cb |

### Instrumentos solistas
| Study #2 (ca. 1:30') - 2005                | Solo de guitarra                 |
| Whirler of the Dance (ca. 7') - 1998       | Tres musas para solo de guitarra |
| Canción (ca. 3') - 2001                    | Solo de guitarra                 |
| Five Verses for Solo Flute (ca. 6') - 1997 | Solo de flauta                   |
| Aquarelle (ca. 2') - 2002                  | Solo de guitarra                 |
| Study #1 (ca. 1') - 2000                   | Solo de guitarra                 |

### Grabaciones
Música clásica
- Chanticleer: Sound in Spirit (enlace roto disponible en Internet Archive; véase el historial, la primera versión y la última).

Warner Classics
Features "Motet for 12 Singers" 
Sony Classical 
- Denis Azabagic: Guitar Recital (enlace roto disponible en Internet Archive; véase el historial, la primera versión y la última).

Naxos Laureate Series
- Patrick Kearney: Stringendo

Mel Bay
Features Whirler of the Dance
Música rock-pop
- Crash: Music from and Inspired by "Crash" (enlace roto disponible en Internet Archive; véase el historial, la primera versión y la última).

Superb Records
- Datos: Q5751457